# Colobura
Genre
Colobura est un genre de lépidoptères (papillons) de la famille des Nymphalidae. Il ne comporte que deux espèces, qui sont présentes en Amérique du Sud, en Amérique centrale et aux Caraïbes.

## Systématique
Le genre Colobura a été décrit par le naturaliste suédois Gustav Johan Billberg en 1820.
Son espèce type est Papilio dirce Linnaeus, 1758.
Il a un synonyme junior objectif : Gynoecia Doubleday, 1844.
Il est classé dans la famille des Nymphalidae, la sous-famille des Nymphalinae et la tribu des Nymphalini.

## Liste des espèces
Le genre Colobura comporte deux espèces :
- Colobura dirce (Linnaeus, 1758)
- Colobura annulata Willmott, Constantino & Hall, 2001

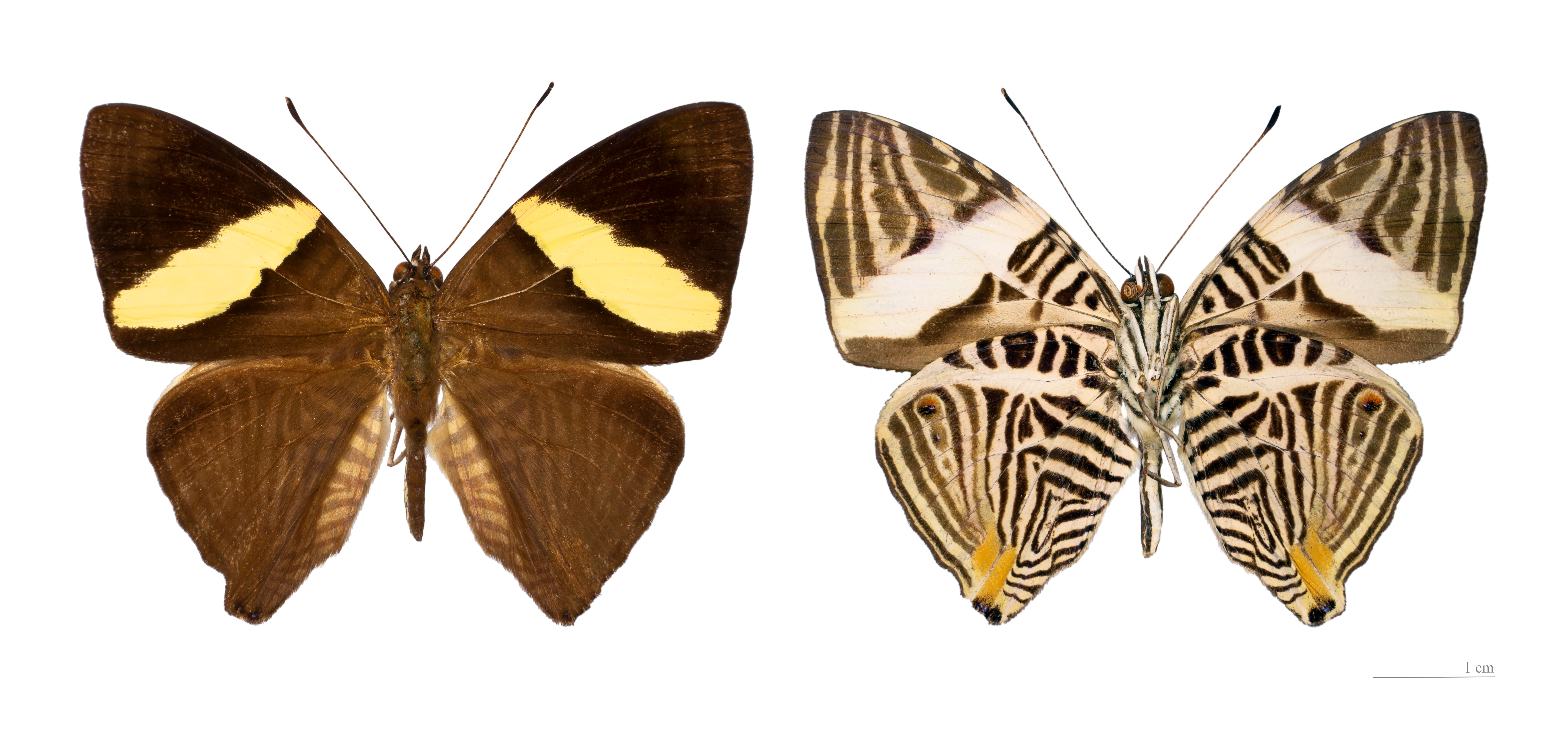
Colobura dirce dirce – coll. MHNT
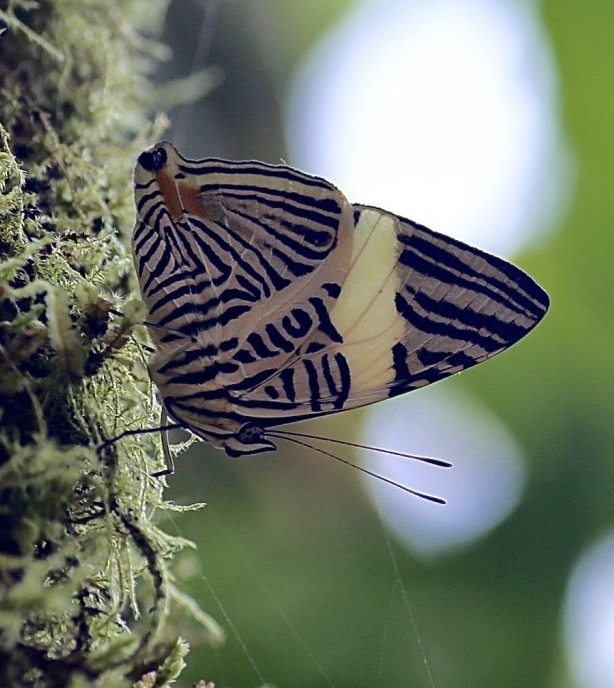
Colobura annulata